# Viterbiho algoritmus
Viterbiho algoritmus je algoritmus dynamického programování pro hledání/nalezení nejpravděpodobnější posloupnosti skrytých stavů – nazývané Viterbiho cesta – jehož výsledkem je posloupnost pozorovaných událostí, především v kontextu Markovových informačních zdrojů a skrytých Markovových modelů.
Pojmy „Viterbiho cesta“ a „Viterbiho algoritmus“ se používají i pro další podobné algoritmy dynamického programování, které hledají nejpravděpodobnější vysvětlení určitého pozorování. Například algoritmus dynamického programování pro statistické parsování lze použít na hledání nejpravděpodobnějšího bezkontextového odvození (parse) řetězce, který se někdy nazývá „Viterbiho odvození“.
Algoritmus navrhl Andrew Viterbi v roce 1967 pro dekódování konvolučních kódů na digitálních komunikačních linkách se šumem. Od té doby se používá při dekódování konvolučních kódů používaných v mobilních sítích CDMA a GSM i v běžných telefonních modemech, pro komunikaci se satelity a kosmickými sondami do vzdáleného vesmíru, i v bezdrátových sítích podle standardu 802.11. Často se používá i při rozpoznávání a syntéze řeči, v počítačové lingvistice, pro vyhledávání klíčových slov a v bioinformatice. Například při rozpoznávání řeči se zvukový signál považuje za pozorovanou posloupnost událostí, a textový řetězec za „skrytou příčinu“ zvukového signálu. Viterbiho algoritmus hledá nejpravděpodobnější řetězec textu k danému zvukovému signálu.

## Algoritmus
Předpokládejme, že je dán skrytý Markovův model (HMM) se stavovým prostorem {\displaystyle S}, pravděpodobnostmi {\displaystyle \pi _{i}} začátku ve stavu {\displaystyle i} (počáteční pravděpodobnosti), pravděpodobnostmi {\displaystyle a_{i,j}} pro přechod ze stavu {\displaystyle i} do stavu {\displaystyle j} (přechodové pravděpodobnosti). Pokud pozorujeme výstupní posloupnost {\displaystyle y_{1},\dots ,y_{T}}, pak nejpravděpodobnější posloupnost stavů {\displaystyle x_{1},\dots ,x_{T}}, která produkuje pozorovaný výstup, je dána rekurentními vztahy:
{\displaystyle {\begin{array}{rcl}V_{1,k}&=&\mathrm {P} {\big (}y_{1}\ |\ k{\big )}\cdot \pi _{k}\\V_{t,k}&=&\mathrm {P} {\big (}y_{t}\ |\ k{\big )}\cdot \max _{x\in S}\left(a_{x,k}\cdot V_{t-1,x}\right)\end{array}}}
kde {\displaystyle V_{t,k}} je pravděpodobnost nejpravděpodobnější posloupnosti stavů odpovědné za prvních {\displaystyle t} pozorování, jejíž koncový stav je {\displaystyle k}. Pro získání Viterbiho cesty lze používat zpětné ukazatele, které zachycují, jaký stav {\displaystyle x} byl použit ve druhé rovnici. Nechť {\displaystyle \mathrm {Ptr} (k,t)} je funkce, která vrací hodnotu {\displaystyle x} použitou pro výpočet {\displaystyle V_{t,k}} pokud {\displaystyle t>1}, nebo {\displaystyle k} pokud {\displaystyle t=1}. Pak:
{\displaystyle {\begin{array}{rcl}x_{T}&=&\arg \max _{x\in S}(V_{T,x})\\x_{t-1}&=&\mathrm {Ptr} (x_{t},t)\end{array}}}
(používáme standardní definici arg max).
Složitost tohoto algoritmu je {\displaystyle O(T\times \left|{S}\right|^{2})}.

## Pseudokód
Pokud je dán prostor pozorování {\displaystyle O=\{o_{1},o_{2},\dots ,o_{N}\}}, stavový prostor {\displaystyle S=\{s_{1},s_{2},\dots ,s_{K}\}}, posloupnost pozorování {\displaystyle Y=\{y_{1},y_{2},\ldots ,y_{T}\}}, matice přechodů {\displaystyle A} velikosti {\displaystyle K\times K} tak, že {\displaystyle A_{ij}} obsahuje přechodovou pravděpodobnost přechodu ze stavu {\displaystyle s_{i}} do stavu {\displaystyle s_{j}}, výstupní matice {\displaystyle B} velikosti {\displaystyle K\times N} taková, že {\displaystyle B_{ij}} obsahuje pravděpodobnosti pozorování {\displaystyle o_{j}} ze stavu {\displaystyle s_{i}}, pole počátečních pravděpodobností {\displaystyle \pi } velikosti {\displaystyle K} takové, že {\displaystyle \pi _{i}} obsahuje pravděpodobnost, že {\displaystyle x_{1}==s_{i}}. Nechť posloupnost {\displaystyle X=\{x_{1},x_{2},\ldots ,x_{T}\}} je cestou, která generuje pozorování {\displaystyle Y=\{y_{1},y_{2},\ldots ,y_{T}\}}.
V tomto problému dynamického programování vytváříme dvě dvourozměrné tabulky {\displaystyle T_{1},T_{2}} velikosti {\displaystyle K\times T}. Každý prvek {\displaystyle T_{1}}, {\displaystyle T_{1}[i,j]}, obsahuje pravděpodobnost zatím nejpravděpodobnější cesty {\displaystyle {\hat {X}}=\{{\hat {x}}_{1},{\hat {x}}_{2},\ldots ,{\hat {x}}_{j}\}} s {\displaystyle {\hat {x}}_{j}=s_{i}}, která generuje {\displaystyle Y=\{y_{1},y_{2},\ldots ,y_{j}\}}. Každý prvek {\displaystyle T_{2}}, {\displaystyle T_{2}[i,j]}, obsahuje {\displaystyle {\hat {x}}_{j-1}} zatím nejpravděpodobnější cesty {\displaystyle {\hat {X}}=\{{\hat {x}}_{1},{\hat {x}}_{2},\ldots ,{\hat {x}}_{j-1},{\hat {x}}_{j}\}} pro každé {\displaystyle j,2\leq j\leq T}
Naplníme položky dvou tabulek {\displaystyle T_{1}[i,j],T_{2}[i,j]} rostoucí posloupností {\displaystyle K\cdot j+i}.
{\displaystyle T_{1}[i,j]=\max _{k}{(T_{1}[k,j-1]\cdot A_{ki}\cdot B_{iy_{j}})}}, a
{\displaystyle T_{2}[i,j]=\arg \max _{k}{(T_{1}[k,j-1]\cdot A_{ki}\cdot B_{iy_{j}})}}
```
   VSTUP:  Prostor pozorování 

  

    

      

        
O

        
=

        
{

        

          
o

          

            
1

          

        

        
,

        

          
o

          

            
2

          

        

        
,

        
…

        
,

        

          
o

          

            
N

          

        

        
}

      

    

    
{\displaystyle O=\{o_{1},o_{2},\dots ,o_{N}\}}

  

, 
           stavový prostor 

  

    

      

        
S

        
=

        
{

        

          
s

          

            
1

          

        

        
,

        

          
s

          

            
2

          

        

        
,

        
…

        
,

        

          
s

          

            
K

          

        

        
}

      

    

    
{\displaystyle S=\{s_{1},s_{2},\dots ,s_{K}\}}

  

, 
           posloupnost pozorování  

  

    

      

        
Y

        
=

        
{

        

          
y

          

            
1

          

        

        
,

        

          
y

          

            
2

          

        

        
,

        
…

        
,

        

          
y

          

            
T

          

        

        
}

      

    

    
{\displaystyle Y=\{y_{1},y_{2},\ldots ,y_{T}\}}

  

 taková, že 

  

    

      

        

          
y

          

            
t

          

        

        
==

        
i

      

    

    
{\displaystyle y_{t}==i}

  

 pokud 
             pozorování v čase 

  

    

      

        
t

      

    

    
{\displaystyle t}

  

 je 

  

    

      

        

          
o

          

            
i

          

        

      

    

    
{\displaystyle o_{i}}

  

,
           matice přechodů 

  

    

      

        
A

      

    

    
{\displaystyle A}

  

 velikosti 

  

    

      

        
K

        
⋅

        
K

      

    

    
{\displaystyle K\cdot K}

  

 tak, že 

  

    

      

        

          
A

          

            
i

            
j

          

        

      

    

    
{\displaystyle A_{ij}}

  

 obsahuje přechodovou
             pravděpodobnost přechodu ze stavu 

  

    

      

        

          
s

          

            
i

          

        

      

    

    
{\displaystyle s_{i}}

  

 do stavu 

  

    

      

        

          
s

          

            
j

          

        

      

    

    
{\displaystyle s_{j}}

  

,
           emission matrix 

  

    

      

        
B

      

    

    
{\displaystyle B}

  

 velikosti 

  

    

      

        
K

        
⋅

        
N

      

    

    
{\displaystyle K\cdot N}

  

 tak, že 

  

    

      

        

          
B

          

            
i

            
j

          

        

      

    

    
{\displaystyle B_{ij}}

  

 obsahuje pravděpodobnost
             pozorování 

  

    

      

        

          
o

          

            
j

          

        

      

    

    
{\displaystyle o_{j}}

  

 ze stavu 

  

    

      

        

          
s

          

            
i

          

        

      

    

    
{\displaystyle s_{i}}

  

, 
           pole počátečních pravděpodobností 

  

    

      

        
π

      

    

    
{\displaystyle \pi }

  

 velikosti 

  

    

      

        
K

      

    

    
{\displaystyle K}

  

 takové, že 

  

    

      

        

          
π

          

            
i

          

        

      

    

    
{\displaystyle \pi _{i}}

  

 obsahuje pravděpodobnost, že
             

  

    

      

        

          
x

          

            
1

          

        

        
==

        

          
s

          

            
i

          

        

      

    

    
{\displaystyle x_{1}==s_{i}}

  

   VÝSTUP: Nejpravděpodobnější skrytá posloupnost stavů 

  

    

      

        
X

        
=

        
{

        

          
x

          

            
1

          

        

        
,

        

          
x

          

            
2

          

        

        
,

        
…

        
,

        

          
x

          

            
T

          

        

        
}

      

    

    
{\displaystyle X=\{x_{1},x_{2},\ldots ,x_{T}\}}

  

A01 
function
 
VITERBI
(O, S, π, Y, A, B): X
A02     
for
 each state 
s
i
 
do

A03         
T
1
[i,1]
←
π
i

  

    

      

        
⋅

      

    

    
{\displaystyle \cdot }

  

B
i

  

    

      

        

          
y

          

            
1

          

        

      

    

    
{\displaystyle y_{1}}

  

A04         
T
2
[i,1]
←0
A05     
end for

A06     
for
 
i
←
2
,
3
,...,
T
 
do

A07         
for
 each state 
s
j
 
do

A08             
T
1
[j,i]
←

  

    

      

        

          
max

          

            
k

          

        

        

          
(

          

            
T

            

              
1

            

          

          
[

          
k

          
,

          
i

          
−

          
1

          
]

          
⋅

          

            
A

            

              
k

              
j

            

          

          
⋅

          

            
B

            

              
j

              

                
y

                

                  
i

                

              

            

          

          
)

        

      

    

    
{\displaystyle \max _{k}{(T_{1}[k,i-1]\cdot A_{kj}\cdot B_{jy_{i}})}}

  

A09             
T
2
[j,i]
←

  

    

      

        
arg

        
⁡

        

          
max

          

            
k

          

        

        

          
(

          

            
T

            

              
1

            

          

          
[

          
k

          
,

          
i

          
−

          
1

          
]

          
⋅

          

            
A

            

              
k

              
j

            

          

          
⋅

          

            
B

            

              
j

              

                
y

                

                  
i

                

              

            

          

          
)

        

      

    

    
{\displaystyle \arg \max _{k}{(T_{1}[k,i-1]\cdot A_{kj}\cdot B_{jy_{i}})}}

  

A10         
end for

A11     
end for

A12     
z
T
←

  

    

      

        
arg

        
⁡

        

          
max

          

            
k

          

        

        

          
(

          

            
T

            

              
1

            

          

          
[

          
k

          
,

          
T

          
]

          
)

        

      

    

    
{\displaystyle \arg \max _{k}{(T_{1}[k,T])}}

  

A13     
x
T
←s
z
T

A14     
for
 
i
←
T
,
T-1
,...,
2
 
do

A15         
z
i-1
←T
2
[z
i
,i]
A16         
x
i-1
←
s
z
i-1

A17     
end for

A18     
return
 
X

A19 
end function
```

## Příklad
Představte si lékaře, který má pečovat o ženu císaře trpící neustále se vracející nemocí. Projevy nemoci lze léčit; tato léčba je nepříjemná, ale nemocné uleví. Problém je, že lékař císařovnu nemůže sám vyšetřit, dostává pouze každý třetí den lísteček s informací, jak se císařovna cítí (výborně, slabě, na umření). Na základě těchto informací má lékař posoudit, zda je císařovna zdravá nebo nemocná a má být podrobena léčbě.
Lékař se domnívá, že zdravotní stav císařovny se chová jako diskrétní Markovův řetězec. Situaci, kdy lékař nemůže přímo zkoumat zdravotní stav císařovny, lze popsat jako skrytý Markovův model (HMM).
Lékař ví, jaká je pravděpodobnost nemoci císařovny a jak pravděpodobně se cítí, když je zdravá nebo nemocná. Jinak řečeno parametry HMM jsou známé. Mohou být reprezentovány následujícím programem v jazyce Python:
```
states
 
=
 
(
'Zdravá'
,
 
'Nemocná'
)

 

observations
 
=
 
(
'výborně'
,
 
'slabě'
,
 
'na umření'
)

 

start_probability
 
=
 
{
'Zdravá'
:
 
0.6
,
 
'Nemocná'
:
 
0.4
}

 

transition_probability
 
=
 
{

   
'Zdravá'
 
:
 
{
'Zdravá'
:
 
0.7
,
 
'Nemocná'
:
 
0.3
},

   
'Nemocná'
 
:
 
{
'Zdravá'
:
 
0.4
,
 
'Nemocná'
:
 
0.6
},

   
}

 

emission_probability
 
=
 
{

   
'Zdravá'
 
:
 
{
'výborně'
:
 
0.5
,
 
'slabě'
:
 
0.4
,
 
'na umření'
:
 
0.1
},

   
'Nemocná'
 
:
 
{
'výborně'
:
 
0.1
,
 
'slabě'
:
 
0.3
,
 
'na umření'
:
 
0.6
},

   
}

```

V tomto kusu kódu start_probability reprezentuje lékařovo přesvědčení, v jakém stavu je HMM, když dostal první zprávu o tom, jak se císařovna cítí (jediné, co ví, je, že je častěji zdravá). Zde použité rozložení pravděpodobnosti není vyvážené; podle přechodové pravděpodobnosti by bylo přibližně {'Zdravá': 0.57, 'Nemocná': 0.43}. transition_probability reprezentuje změnu zdravotního stavu ve skrytém Markovově řetězci. V tomto příkladě je jenom 30% pravděpodobnost, že za tři dny bude císařovna nemocná, když je dnes zdravá. emission_probability reprezentuje pravděpodobnosti jednotlivých informací. Pokud je císařovna zdravá, je 50% pravděpodobnost, že se cítí výborně; pokud je nemocná, je 60% pravděpodobnost, že se cítí na umření.
Na obrázcích jsou použity názvy z původního anglického příkladu (skryté zdravotní stavy jsou Healthy = Zdravá, Fever = Nemocná; oznámené pocity jsou Dizzy = na umření, Cold = slabě, Normal = výborně)
Lékař dostal s postupně tři zprávy o tom, jak se císařovna cítí, první zpráva byla výborně, druhá slabě, třetí na umření a chce zjistit, jaká je nejpravděpodobnější posloupnost zdravotních stavů císařovny, která by vysvětlila tato pozorování? Odpověď poskytne Viterbiho algoritmus:
```
# Vizualizace Viterbiho algoritmu.

def
 
print_dptable
(
V
):

    
print
(
"    "
),

    
for
 
i
 
in
 
range
(
len
(
V
)):
 
print
(
"
%7d
"
 
%
 
i
),

    
print
()

    
for
 
y
 
in
 
V
[
0
]
.
keys
():

        
print
(
"
%.5s
: "
 
%
 
y
),

        
for
 
t
 
in
 
range
(
len
(
V
)):

            
print
(
"
%.7s
"
 
%
 
(
"
%f
"
 
%
 
V
[
t
][
y
])),

        
print
()

def
 
viterbi
(
obs
,
 
states
,
 
start_p
,
 
trans_p
,
 
emit_p
):

    
V
 
=
 
[{}]

    
path
 
=
 
{}

    
# Initialize base cases (t == 0)

    
for
 
y
 
in
 
states
:

        
V
[
0
][
y
]
 
=
 
start_p
[
y
]
 
*
 
emit_p
[
y
][
obs
[
0
]]

        
path
[
y
]
 
=
 
[
y
]

    
# Run Viterbi for t > 0

    
for
 
t
 
in
 
range
(
1
,
len
(
obs
)):

        
V
.
append
({})

        
newpath
 
=
 
{}

        
for
 
y
 
in
 
states
:

            
(
prob
,
 
state
)
 
=
 
max
([(
V
[
t
-
1
][
y0
]
 
*
 
trans_p
[
y0
][
y
]
 
*
 
emit_p
[
y
][
obs
[
t
]],
 
y0
)
 
for
 
y0
 
in
 
states
])

            
V
[
t
][
y
]
 
=
 
prob

            
newpath
[
y
]
 
=
 
path
[
state
]
 
+
 
[
y
]

        
# Don't need to remember the old paths

        
path
 
=
 
newpath

    
print_dptable
(
V
)

    
(
prob
,
 
state
)
 
=
 
max
([(
V
[
len
(
obs
)
 
-
 
1
][
y
],
 
y
)
 
for
 
y
 
in
 
states
])

    
return
 
(
prob
,
 
path
[
state
])

```

Argumenty funkce viterbi jsou: obs je posloupnost pozorování, např. ['výborně', 'slabě', 'na umření']; states je množina skrytých stavů; start_p je start pravděpodobnost; trans_p jsou přechodové pravděpodobnosti; a emit_p jsou výstupní pravděpodobnosti. Pro jednoduchost kódu předpokládáme, že posloupnost pozorování obs je neprázdná a že trans_p[i][j] a emit_p[i][j] jsou definované pro všechny stavy i,j.
V našem příkladě se dopředný Viterbiho algoritmus používá takto:
```
def
 
example
():

    
return
 
viterbi
(
observations
,

                   
states
,

                   
start_probability
,

                   
transition_probability
,

                   
emission_probability
)

print
(
example
())

```

To ukazuje, že pozorování ['výborně', 'slabě', 'na umření'] byla s největší pravděpodobností generována posloupností stavů ['Zdravá', 'Zdravá', 'Nemocná']. Jinými slovy, na základě pozorovaných dat byla císařovna s největší pravděpodobností při odeslání první a druhé zprávy zdravá (poprvé se cítila výborně, podruhé slabě), a při odeslání třetí byla nemocná.
Funkci Viterbiho algoritmu lze vizualizovat pomocí
trellis diagramu. Viterbiho cesta je v zásadě nejkratší cesta tímto trellisem. Trellis pro příklad s císařovnou je níže; odpovídající Viterbiho cesta je tučně:
Při implementaci Viterbiho algoritmu je nutné zmínit, že mnoho jazyků používá aritmetiku s pohyblivou řádovou čárkou – pokud jsou hodnoty pravděpodobností malé, může dojít k podtečení výsledku. Obvyklá technika, jak se tomu vyhnout, je používat během celého výpočtu logaritmus pravděpodobnosti, tatáž technika použitá v Logarithmic Number System. Po skončení algoritmu lze získat správnou hodnotu pomocí exponenciální funkce.

## Rozšíření
Zobecnění Viterbiho algoritmu nazývané max-sum algoritmus (nebo max-product algoritmus) lze použít pro nalezení nejpravděpodobnějšího přiřazení všech nebo určitých podmnožinách skrytých proměnných ve velkém množství grafických modelů, např. bayesovské sítě, Markov náhodná pole a podmíněná náhodná pole. Skryté proměnné musí být obecně propojeny nějakým způsobem na HMM, s omezeným počtem spojení mezi proměnnými a určitým typem lineární struktury mezi proměnnými. Obecný algoritmus využívá mechanismus předávání zpráv a v zásadě se podobá algoritmu belief propagation (který je zobecněním forward-backward algoritmu).
Pomocí algoritmu nazývaného iterativní Viterbiho dekódování lze najít podposloupnost pozorování, která vyhovuje nejlépe (v průměru) dané HMM. Tento algoritmus navrhl Qi Wang, etc. pro zpracování turbo kódů. Iterativní Viterbi dekódování pracuje iterativně vyvoláním modifikovaného Viterbiho algoritmu, znovu odhadnutím skóre pro výplňku při konvergenci.
Nedávno byl navržen alternativní algoritmus, líný Viterbiho algoritmus. Pro mnoho kódů používaných v praxi, při rozumném šumu, je dekodér používající líný Viterbiho algoritmus mnohem rychlejší než tradiční Viterbiho dekodér. Líný Viterbiho algoritmus neexpanduje uzly, dokud to není opravdu nutné, a obvykle vyžaduje mnohem méně výpočtů, aby došel ke stejnému výsledku jako normální Viterbiho algoritmus – není ho však snadné hardwarově paralelizovat.
Existuje rozšíření Viterbiho algoritmu, aby pracoval s deterministickým konečným automatem pro zlepšení rychlosti při stochastické konverzi písmen na fonémy.

## Implementace
- C a Jazyk symbolických adres
- C
- C++
- C++ a Boost autor: Antonio Gulli
- C#
- F#
- Java
- Perl
- Prolog
- VHDL